# Cameron Brace
Cameron Brace, född 18 april 1993 i Toronto, Ontario, är en kanadensisk professionell ishockeyspelare som spelar för IK Oskarshamn i SHL.